# Мицульский хребет
Мицульский — горный хребет на острове Сахалин, Россия. Входит в цепь Западно-Сахалинских гор. Своё название получил в память об учёном-агрономе Михаиле Семёновиче Мицуле, посвятившем жизнь освоению Сахалина.

## Географическое положение
Мицульский хребет расположен в южной части острова Сахалин, восточнее Южно-Камышового хребта. Хребет располагается с севера на юг от реки Найбы до реки Средней. Самая высокая точка — пик Мицуля (793 метра).
Между Мицульским хребтом и Южно-Камышовым располагается долина самой крупной реки юга Сахалина Лютоги, протекающей на юго-восток (входила в Сусунайскую низменность).
На юго-востоке находится государственный памятник природы регионального значения «Южно-Сахалинский (газоводолитокластитовый) грязевой вулкан».

## Климат
Климат в области расположения Мицульского хребта характерный для Сахалина, с большим количеством осадков, холодным летом (14-18 °C) и относительно мягкой зимой на юге (−8 — −9 °C) и более холодной в северной части (-20 °C).

## Флора и фауна
В пределах Мицульского хребта находятся участки первозданного нетронутого старовозрастного темнохвойного леса, где произрастают редкие лишайники, занесённые в Красные книги: гипогимния хрупкая, уснея растрескавшаяся, нефромопсис украшенный, анция японская, летариелла Tогаши и др.